# Брикер, Кэлвин
Кэлвин Дэвид «Кэл» Брикер (англ. Calvin David Bricker; 3 ноября 1884, Торонто — 24 апреля 1963, Гренфелл, Саскачеван) — канадский легкоатлет, призёр летних Олимпийских игр.
На Играх 1908 в Лондоне Брикер участвовал в двух дисциплинах. В прыжке в длину он занял третье место, а в тройном прыжке четвёртую позицию.
На следующей Олимпиаде-1912 в Стокгольме Брикер стал серебряным призёром в прыжке в длину, а в тройном прыжке стал лишь восемнадцатым.